# Grenzplankostenrechnung
Grenzplankostenrechnung (GPK) là một phương pháp tính chi phí của Đức, được phát triển vào cuối những năm 1940 và 1950, được thiết kế để cung cấp một ứng dụng nhất quán và chính xác về cách tính chi phí quản lý và gán cho một sản phẩm hoặc dịch vụ. Thuật ngữ Grenzplankostenrechnung, thường được gọi là GPK, đã được dịch là Kế toán chi phí kế hoạch biên hoặc Lập kế hoạch chi phí phân tích linh hoạt.
Phương pháp GPK đã trở thành chuẩn mực cho kế toán chi phí ở Đức  như một "kết quả của văn hóa hiện đại, kiểm soát mạnh mẽ trong các tập đoàn Đức". Các công ty Đức sử dụng phương pháp GPK bao gồm Deutsche Telekom, Daimler AG, Porsche AG, Deutsche Bank và Deutsche Post (Bưu điện Đức). Các công ty này đã tích hợp các hệ thống thông tin chi phí của họ dựa trên phần mềm ERP (Enterprise Resource Planning) (ví dụ, SAP) và họ có xu hướng cư trú trong các ngành có quy trình rất phức tạp. Tuy nhiên, GPK không chỉ dành riêng cho các tổ chức có độ phức tạp cao; GPK cũng được áp dụng cho các doanh nghiệp ít phức tạp hơn.
Mục tiêu của GPK là cung cấp cái nhìn sâu sắc có ý nghĩa và phân tích thông tin kế toán mang lại lợi ích cho người dùng nội bộ, chẳng hạn như ban điều hành, người quản lý dự án, quản lý nhà máy, so với các hệ thống chi phí truyền thống khác chủ yếu tập trung vào phân tích lợi nhuận của công ty từ góc độ báo cáo bên ngoài. (như IFRS Lưu trữ ngày 16 tháng 9 năm 2008 tại Wayback Machine/FASB), và/hoặc các yêu cầu của các cơ quan quản lý như Ủy ban Chứng khoán và Giao dịch (SEC) hoặc cơ quan thuế của Sở Thuế vụ (IRS). Do đó, hệ thống biên GPK kết hợp và giải quyết các nhu cầu của cả chức năng kế toán tài chính và quản lý và các yêu cầu về chi phí.
Kế toán tiêu thụ tài nguyên (RCA) cùng với nhiều loại hình kế toán khác được dựa trên các nguyên tắc chính của kế toán quản lý của Đức được tìm thấy trong GPK.

## Lý lịch
Nguồn gốc của GPK được cho là của Hans-Georg Plaut, một kỹ sư ô tô và Wolfgang Kilger, một học giả, làm việc hướng tới mục tiêu chung là xác định và cung cấp một phương pháp bền vững được thiết kế để sửa chữa và nâng cao thông tin kế toán chi phí. Plaut tập trung vào các yếu tố thực tế của GPK, trong khi Kilger cung cấp môn học có tính chất học thuật và tài liệu GPK vẫn đang được xuất bản trong sách giáo khoa kế toán chi phí được giảng dạy tại các trường đại học nói tiếng Đức. Sách giáo khoa chính trên GPK là Flexible Plankostenrechnung und Deckungsbeitragsrechnung.
Năm 1946, Plaut thành lập một doanh nghiệp tư vấn độc lập tại Hannover, Đức, tiếp tục phát triển với hơn 2.000 chuyên gia tư vấn. Plaut và Kilger tập trung vào việc tạo ra một hệ thống kế toán chi phí sẽ phục vụ cho các nhà quản lý chịu trách nhiệm kiểm soát chi phí, quản lý lợi nhuận và cung cấp thông tin cho phép các nhà quản lý đưa ra quyết định sáng suốt.

## Các khái niệm về GPK
GPK là một hệ thống tính chi phí cận biên và được quyết định toàn diện hơn hầu hết các hệ thống quản lý chi phí của Hoa Kỳ vì mức độ lập kế hoạch và kiểm soát tổ chức và sự nhấn mạnh của nó về mô hình hoạt động chính xác.
Với phương pháp dựa trên cận biên của GPK, chi phí dịch vụ và chi phí sản phẩm / dịch vụ bên trong của GPK chỉ phản ánh chi phí trực tiếp và gián tiếp có thể được liên kết với đầu ra riêng lẻ (cho dù sản phẩm cuối cùng hoặc dịch vụ hỗ trợ) trên cơ sở nhân quả (được gọi là nguyên tắc nhân quả)). Chi phí tỷ lệ trong GPK bao gồm chi phí trực tiếp và gián tiếp sẽ thay đổi theo sản lượng cụ thể. Chi phí tỷ lệ cung cấp mức ký quỹ đóng góp đầu tiên hỗ trợ các quyết định ngắn hạn và một khi chi phí tỷ lệ được trừ vào doanh thu, nó cho biết sản phẩm hoặc dịch vụ có sinh lợi hay không. Các phương pháp cận biên của GPK đã thay đổi, ví dụ, không phải tất cả người áp dụng tuân theo các phương pháp cận biên nghiêm ngặt như phân bổ trước chi phí cố định dựa trên khối lượng sản phẩm / dịch vụ đã lên kế hoạch.
Chi phí cố định, không phụ thuộc vào đầu ra và thường không liên quan đến chi phí đầu ra riêng lẻ. Tuy nhiên, trên thực tế, những người sử dụng GPK thường tính toán một tỷ lệ mỗi đơn vị tiêu chuẩn cho chi phí sản phẩm / dịch vụ cố định và tỷ lệ mỗi đơn vị riêng biệt cho chi phí sản phẩm / dịch vụ tỷ lệ thuận. Số dư chi phí không thể chuyển nhượng nhân quả cho sản phẩm hoặc dịch vụ ở mức thấp nhất có thể được chỉ định ở mức cao hơn trong tuyên bố lợi nhuận và lỗ đa cấp của hệ thống chi phí cận biên (P & L). Ví dụ: với GPK, chi phí cố định có liên quan đến nhóm sản phẩm hoặc dòng sản phẩm (ví dụ: R & D, chi phí quảng cáo) được chỉ định cho nhóm sản phẩm hoặc thứ nguyên báo cáo / quản lý dòng sản phẩm trong P & L. Cách tiếp cận chi phí cận biên này giúp các nhà quản lý linh hoạt hơn trong việc xem, phân tích và theo dõi chi phí (ví dụ: tất cả chi phí sản phẩm và chi phí phân phát) cho khu vực chịu trách nhiệm của họ. Do đó, GPK chỉ định tất cả các chi phí cho P & L nhưng nó không hoàn toàn hấp thụ với sản phẩm hoặc dịch vụ ở mức thấp nhất. Góc nhìn đa chiều của GPK của tổ chức hỗ trợ các nhà quản lý hoạt động với thông tin có liên quan nhất cho mục đích ra quyết định chiến lược về "sản phẩm hoặc dịch vụ cung cấp" và "giá bán chúng".

## Các yếu tố cốt lõi của GPK
Theo các giáo sư của Đức Tiến sĩ Friedl, Kuepper và Pedell, cấu trúc cơ bản của GPK bao gồm bốn yếu tố quan trọng:
1. Kế toán loại chi phí,
2. Kế toán chi phí trung tâm,
3. Kế toán chi phí sản phẩm [dịch vụ], và
4. Biên lợi nhuận kế toán phân tích lợi nhuận.

- Kế toán loại chi phí phân tách chi phí như lao động, vật liệu và khấu hao, sau đó mỗi tài khoản chi phí sau đó được chia thành chi phí cố định và tỷ lệ cùng với việc phân bổ các tài khoản chi phí này cho các trung tâm chi phí.
- Chi phí trung tâm kế toán là yếu tố quan trọng nhất trong GPK. Một trung tâm chi phí có thể được định nghĩa là một trách nhiệm được giao cho một người quản lý chịu trách nhiệm về hiệu suất của nó. Thông thường có từ 200 đến hơn 2.000 trung tâm chi phí trong một tổ chức nhận nuôi GPK điển hình.

GPK phân biệt hai loại trung tâm chi phí:
- Các Trung tâm Chi phí Chính - là các trung tâm chi phí cung cấp sản lượng được tiêu thụ trực tiếp bởi một sản phẩm hoặc dịch vụ có thể bán được được coi là một trung tâm chi phí chính. liên quan đến dịch vụ hoặc quy trình sản xuất.
- Trung tâm chi phí thứ hai - là các trung tâm chi phí phát sinh chi phí nhưng tồn tại để hỗ trợ các chức năng của các trung tâm chi phí chính. Các trung tâm chi phí thứ cấp điển hình bao gồm: dịch vụ công nghệ thông tin (CNTT) và; các lĩnh vực nhân sự (HR) cung cấp các chức năng tuyển dụng và đào tạo.

Với cách tiếp cận chi phí cận biên GPK, đầu ra trung tâm chi phí chính của các sản phẩm / dịch vụ phản ánh các mối quan hệ nhân quả trực tiếp, cũng như các chi phí liên quan đến nhân quả bắt nguồn từ việc hỗ trợ các trung tâm chi phí thứ cấp. Như vậy, cả hai đầu ra liên kết nhân quả này - nếu tỷ lệ về bản chất - sẽ thay đổi theo sản lượng / sản lượng dịch vụ (mặc dù chỉ thứ hai là gián tiếp) và được phản ánh trong tỷ lệ đóng góp sản phẩm / dịch vụ thích hợp trong P & L.
- Kế toán chi phí sản phẩm / dịch vụ cũng được gọi là Tính phí sản phẩm, là nơi tất cả chi phí được chỉ định có liên quan đến sản phẩm sẽ được thu thập trong mô hình chi phí GPK. Trong hình thức biên dạng tinh khiết nhất của GPK, chỉ chi phí theo tỷ lệ được gán cho các sản phẩm hoặc dịch vụ, nhưng như đã nêu ở trên, sự thỏa hiệp thường xảy ra bằng cách gán các chi phí cố định liên quan đến sản phẩm.
- Quản lý khả năng sinh lời là thành phần cuối cùng hoàn thành hệ thống chi phí cận biên bằng cách thêm vào doanh thu, chi phí phục vụ và chi phí cố định chung cùng với thông tin kế toán chi phí sản phẩm / dịch vụ được thảo luận ở trên. (Tham khảo Phụ lục bên dưới để biết mô tả đồ họa về các luồng chi phí trong GPK.) Cấu trúc GPK cho phép phân tích chi tiết hơn vì chế độ xem lề đóng góp nhiều chiều. Loại hình quản lý lợi nhuận đa cấp này không chỉ hỗ trợ việc ra quyết định ngắn hạn như quyết định giá hoặc chuyển giao giá nội bộ mà còn cung cấp thông tin chi phí liên quan cho các quyết định dài hạn.[1]